# Sundasciurus davensis
Sundasciurus davensis es una especie de roedor de la familia Sciuridae.

## Distribución geográfica
Es  endémica de Mindanao (Filipinas).